# Indosasa singulispicula
Indosasa singulispicula är en gräsart som beskrevs av Tai Hui Wen. Indosasa singulispicula ingår i släktet Indosasa och familjen gräs. Inga underarter finns listade i Catalogue of Life.